# نمر السعدي

الشيخ نمر حسين عبد الرحمن السعدي (1910-1948) أحد أبطال معركة يعبد ومن أبرز تلامذة الشيخ عز الدين القسام. ولد الشيخ نمر السعدي في قرية السعدية قرب مدينة حيفا بفلسطين عام 1910م. ويتصل نسبه بالشيخ سعد الدين الجباوي، الذي يرجع نسب أبيه للإمام الحسن بن علي بن أبي طالب ونسب أمه للإمام علي زين العابدين بن الحسين بن علي بن أبي طالب.
أصبح مدرساً للغة العربية والدين الإسلامي وعمل مأذوناً شرعياً أيضاً. تتلمذ على يد الشيخ عز الدين القسام وأصبح من أعز أصدقائه وضمن أثني عشر نقيباً يديرون الثورة ضد الاحتلال الإنكليزي لفلسطين.
في نهاية عام 1935م أصيب في معركة يعبد التي راح ضحيتها جميع رفاقه (ومن ضمنهم الشيخ عز الدين القسام). أودع المستشفى لمدة عام إثر إصابته ثم أودع السجن وحكم عليه بالأعدام شنقاً وخفف الحكم بعد ذلك لخمس سنوات نظراً لظروفه الصحية نتيجة بقاء عيار ناري داخل جسده. بعد خروجه انتقل للعيش في مدينة حيفا وإضطر لمغادرتها أثناء النكبة بعد سقوطها في أيدي الصهاينة مع بداية الاحتلال الإسرائيلي لفلسطين عام 1948م وتوفي في نفس العام بسبب الطلق الناري الذي أستقر في جسده ودفن في حديقة منزله في مسقط رأسه قرية السعدية بسبب ظروف الحرب.

## تفاصيل معركة يعبد
علم الشعب لأول مرة أن الشيخ القسام كان قد اعتصم مع إخوانه في أحراش قرية يعبد وكانوا مسلحين ولإيهابون خطر المجابهة مع قوات الانتداب البريطاني ولا عواقبها، إلا أن قوات الأمن كانت قد أعدت قوة هائلة تفوق عدد الثوار بمئات المرات وكانت كقطيع كبير من الجيش مصممة على القضاء على الشيخ عز الدين وأتباعه فلذلك أحاطت القوات بالمنطقة منذ الفجر ووضعت الشرطة العربية في الخطوط الهجومية الثلاث الأولى من ثم القوات البريطانية، وقبل بدء المعركة نادى أحد أفراد الشرطة العربية الثائرين طالباً منهم الاستسلام فرد عليه القسام صائحا «إننا لن نستسلم، إننا في موقف الجهاد في سبيل الله ثم التفت إلى رفاقه وقال موتوا شهداء في سبيل الله خير لنا من الاستسلام للكفرة الفجرة» دامت المعركة القصيرة ساعتين كان خلالها الرصاص يصم الآذان والطائرات المحلقة على ارتفاع قليل تكشف للمهاجمين موقع الثوار وقوتهم وفي نهاية الساعتين أسفرت المجابهة عن استشهاد القسام ورفاقه يوسف عبد الله الزيباري وسعيد عطيه المصري ومحمد أبو قاسم خلف وألقى الأمن القبض على الباقين من الجرحى والمصابين.
أكشفت قوات الأمن عند نهاية المعركة مع الشيخ ذي اللحية البيضاء والمجندل على التراب بملابسه الدينية مصحفا وأربعة عشر جنيها ومسدساً كبيراً وكان الشيخ نمر السعدي ما زال حياً جريحاً حيث استطاع صحفي عربي أن ينقل عن لسانه أول الحقائق الخفية عن عصبة القسام وكانت هذه الحقيقة دليلاً على أن المجابهة المسلحة هذه كانت بقرار بدء الثورة منهم جميعا. كانت العناوين البارزة في الصحف (معركة هائلة بين عصبة الثائرين والبوليس) و (حادث مريع هز فلسطين من أقصاها إلى أقصاها) وانطلقت بعدها العديد من الثورات المؤازرة لها في العالم العربي وكان منها ثورة عجلون في الأردن في عام 1937م.